# Oğuz (stad)
Oğuz (ook: Oguz) is een stad in Azerbeidzjan en is de hoofdplaats van het district Oğuz.
De stad telt 7000 inwoners (01-01-2012).